# Speranskia cantonensis
Speranskia cantonensis är en törelväxtart som först beskrevs av Henry Fletcher Hance, och fick sitt nu gällande namn av Ferdinand Albin Pax och Käthe Hoffmann. Speranskia cantonensis ingår i släktet Speranskia och familjen törelväxter. Inga underarter finns listade i Catalogue of Life.